# Майк Дауни
Майк Дауни (на английски: Mike Downey) е ирландско-британски филмов продуцент, режисьорь журналист за кино и писател на произведения в жанра исторически роман и документалистика.

## Биография и творчество
Майк Дауни е роден на 1 октомври 1959 г. в Нютън Абът, Девън, Англия, в семейство на икономически мигранти от Килдеър, Ирландия. Семейството се премества в Тоунтън, Съмърсет, където той учи в римокатолическото училище и в гимназията „Ричард Хъш“. Получава бакалавърска степен по френски език с театрознание от Университета „Уоруик“ и прави следдипломно обучение в Университета на Париж III като стипендиант на френското правителство и в Университета Париж X в Нантер. Докато следва за магистърската си и след това докторска степен, преподава в лицея „Карл Велики“ и в театралното училище към театъра на Нантер, под ръководството на директора и продуцент Патрис Шеро.
През осемдесетте години работи като театрален режисьор във Франция, Германия, Югославия и Великобритания, в разнообразни и еклектични театри. През 1986 и 1987 г. курира редица филмови програми в Националния филмов театър. Сред най-значимите са трите големи сезона, които той програмира на югославското кино. През 1986 г. той публикува и първата си книга „Самоуправляващият се екран“ е написана от него, за да съвпадне с голяма ретроспекция на телевизионната продукция в Британския филмов институт, която той курира в Националния филмов театър по темата за телевизионната продукция по времето на социализма във Федерална република Югославия.
През 1990 г. съосновава списание Moving Pictures International в Лондон и то бързо се превръща в един от ключовите международни търговски издания, обслужващи световната филмова индустрия. През 2000 г. обединява сили с колегата си продуцент Сам Тейлър, за да създаде базираната във Великобритания независима продуцентска къща Film and Music Entertainment (F&ME), която от 2020 г. е базирана в Дъблин. Има участие в продуцирането на над 100 филма
Като продуцент и режисьор работи по проекти, разработени с романистите Джеймс Елрой, Гюнтер Грас, Томас Кинийли, Ребека Ленкевич, Шейн Смит, както и режисьори като Фолкер Шлоендорф, Мохсен Махмалбаф и Жулиен Темпъл; и автори от рода на Лий Хол, Колъм Тойбин и Давид Гросман. Като филмов продуцент работи с много режисьори, включително Питър Грийнауей, Агнешка Холанд, Павел Павликовски, Анджей Якимовски, Райко Гърлич, както и много други от Европа, Южна Америка, Африка и Индия. През 2002 г. издава книгата „Наръчник за филмови финанси“, ръководство за продуценти на филми.
През 2004 г. се включва в Борда на Европейската филмова академия и е избран за заместник-председател през 2014 г. и председател през 2020 г. Има два мандата като член на Съвета на Британската академия за филмово и телевизионно изкуство – BAFTA, а през 2008 г. е член на филмовия комитет на BAFTA. Преподавал е творческо писане за филми в университета на Шефилд и в университета на Охайо.
Дауни е основател и президент на Мотовунския филмов фестивал в Хърватия, артистичен съветник на Загребския филмов фестивал, артистичен директор на филмовия фестивал в Анталия и член на артистичния съвет на филмовия фестивал в Пула. Член на Азиатско-тихоокеанската екранна академия (APSA) от 2017 г.
Участва в над 20 международни журита на филмови фестивали по целия свят, включително филмовия фестивал в Сараево, фестивала в Рио де Жанейро, международния филмов фестивал в Котбус, международния филмов фестивал във Варшава, филмовия фестивал в Истанбул, световния филмов фестивал в Монреал, филмовия фестивал в Мотовун, международния филмов фестивал в София, международния филмов фестивал в Трансилвания, филмовия фестивал в Краков, международния филмов фестивал в Картахена и филмовия фестивал в Загреб.
През 2021 г. е удостоен с отличието Офицер на Ордена на Британската империя за заслуги към британското кино. През 2022 г. университетът „Уорик“ му присъжда почетното звание „доктор хонорис кауза“ за значителен принос към световното кино. От 2022 г. е сътрудник на Кралското общество на изкуствата.
Първият му роман „Златото на Истрия“ е издаден през 2022 г. Историята се развива в адриатическата провинция Истрия в рамките на три епохи: в Римската империя през I век, партизанската антифашистка война в периода 1943 – 1945 г. и в новото време. Гладиатори, партизани, и съвременни контрабандисти имат една цел – легендарните редки трюфели – „черния диамант“ и „бялата принцеса“, златото на Истрия.

## Филмография
селектирано представяне
- Charuga (1991)
- Dubrovnik Twilight (1999)
- Josephine (2001)
- Falcons (2002)
- Deathwatch (2002)
- Loving Glances (2003)
- Cold Light (2004)
- Strings (2004)
- My Brother Is a Dog (2004)
- Guy X (2005)
- Murk (2005)
- The Headsman (2005)
- Eleven Men Out (2005)
- The Call of the Toad (2005)
- Son of Man (2006)
- The Border Post (2006)
- Mystery of the Wolf (2006)
- Anastezsi (2007)
- Dorks and Damsels (2007)
- Quest for a Heart (2007)
- Mirror Maze (2008)
- Bathory: Countess of Blood (2008)
- Buick Riviera (2008)
- White Lightnin' (2009)
- Donkey (2009)
- Reykjavik Whale Watching massacre (2009)
- Turtle: The Incredible Journey (2009)
- A Congregation of Ghosts (2009)
- The Mortician (2011)
- Our Own Oslo (2011)
- Street Kids United (2011)
- Парад, The Parade (2011)
- The Zigzag Kid (2012)
- Lilet Never Happened (2012)
- Голциус и компанията „Пеликан“, Goltzius and the Pelican Company (2012)
- Imagine (2012)
- The Arbiter (2013)
- Amsterdam Express (2014)
- Monument to Michael Jackson (2014)
- Lost in Karastan (2014)
- The President (2014)
- Andelé vsedního dne (2014)
- Breathe Umphefumlo (2015) [56]
- Животът е тромпет, Life Is a Trumpet (2015)
- A Stinking Fairytale (2015)
- Paul (2015)
- The Liberation of Skopje (2016)
- The Constitution (2016)
- Light Thereafter (2016)
- Dede (2016)
- Return to Montauk (2017)
- Tom of Finland (2017)
- Elvis Walks Home (2017)
- Dede (2017)
- Light Thereafter (2017)
- Once Upon a Time in November (2017)
- The Man with the Magic Box (2017)
- Home (2018)
- Fighting for Life (2018)
- How to Fake a War (2019)
- Shindisi (2019)
- Streetkids United 3 – The Road to Moscow (2019)
- Servants (2020)
- Шарлатан, Charlatan (2020)
- Rise and Fall of Comrade Zylo (2021)

## Произведения

### Самостоятелни романи
- Istria Gold (2022)[1]
Златото на Истрия, изд.: ИК „Колибри“, София (2023), прев. Надя Баева

### Документалистика
- The Self Managing Screen (1986)
- The Film Finance Handbook (2002)